# Hans Dürrmeier
Hans Dürrmeier (* 12. Dezember 1899 in Haltingen; † 9. Mai 1977 in München) war ein deutscher Verlagskaufmann und erster Generaldirektor des Süddeutschen Verlages.

## Leben
Dürrmeier war bereits seit den 1920er Jahren und auch während der Zeit des Nationalsozialismus mit Vorträgen und Veröffentlichungen zum Thema Werbung (insbesondere Anzeigenwerbung in Printmedien) aktiv und stieg nach dem Ende des Zweiten Weltkrieges zunächst in hohe Positionen der Werbewirtschaft auf (Präsident des „Zentralausschusses der Werbewirtschaft“). Ab 1952 war er der erste Geschäftsführer („Generaldirektor“) des Süddeutschen Verlages (SV) und damit zusammen mit den Verlagsgründern von 1945 (Edmund Goldschagg, Franz Josef Schöningh und August Schwingenstein) sowie dem 1946 hinzugekommenen vierten Lizenzträger Werner Friedmann maßgeblich beteiligt am Aufbau des Verlages, dem die Süddeutsche Zeitung (SZ) entstammt. Für seinen Erfolg erhielt Verlagsdirektor Dürrmeier 1952 ebenfalls Anteile am SV und wurde somit „Geschäftsführender Gesellschafter“. Von 1960 bis 1975 war er Vorsitzer der SV-Gesellschafterversammlung (danach Ehrenvorsitzender). Zeitweise war Dürrmeier auch Mitherausgeber (Verlagsleiter) der Abendzeitung. In der zweiten Hälfte der 1960er Jahre war er Mitglied einer Pressekommission des Bundesinnenministers Paul Lücke.
Darüber hinaus war Dürrmeier 1949 Gründer des „Werbefachlichen und Werbewissenschaftlichen Instituts e.V.“ in München (heute „Bayerische Akademie für Werbung und Marketing“, BAW), als einer der drei stellvertretenden Vorsitzenden des Trägervereins Mitbegründer der Deutschen Journalistenschule (DJS, frühere Bezeichnung Werner-Friedmann-Institut) und gehörte zu den wesentlichen Förderern der Gründung des Deutschen Presserates, der „Arbeitsgemeinschaft Deutscher Tageszeitungen Kavalier der Straße im Deutschen Verkehrssicherheitsrat e.V.“ und der Benefizkampagne „SZ-Adventskalender“. Außerdem unterstützte er viele bürgerschaftliche Initiativen in München, darunter besonders den Wiederaufbau des Alten Peter, des Nationaltheaters und des Prinzregententheaters. 1961 rief er zusammen mit dem Schriftsteller Florian Seidl den jährlich vergebenen „Schwabinger Kunstpreis“ ins Leben. 1968 wurde unter Dürrmeiers Präsidentschaft der Lions Club München-Bavaria gegründet. Im Organisationskomitee der XX. Olympischen Sommerspiele 1972 in München war Dürrmeier, damals auch Erster Vorsitzender des Verbandes Bayerischer Zeitungsverleger, Vorsitzender des Ausschusses für Öffentlichkeitsarbeit.
Für seine Verdienste erhielt er das Bundesverdienstkreuz 1. Klasse, 1962 den Bayerischen Verdienstorden, 1967 das Große Silberne Ehrenzeichen für Verdienste um die Republik Österreich und die Jakob Fugger-Medaille des Verbandes der Zeitschriftenverlage in Bayern sowie 1969 die Goldene Bürgermedaille der Landeshauptstadt München. Nach ihm wurde 2002 der Hans-Dürrmeier-Weg im Münchner Stadtbezirk 8 (Schwanthalerhöhe) umbenannt. Ebenso gibt es in seinem Geburtsort Haltingen (heute Ortsteil von Weil am Rhein) einen Hans-Dürrmeier-Weg. Im Jahr 2000 widmete sein Sohn Hanns-Jörg Dürrmeier (1938–2021), damals Vorsitzender der Gesellschafterversammlung des Süddeutschen Verlages, an der DJS die Hans Dürrmeier Stiftung für Publizistik (Förderzweck: Pflege, Ausbildung und Fortbildung des journalistischen Nachwuchses auf allen Gebieten für die Zeitungs- und Zeitschriftenpresse, für den Funk, das Fernsehen und die neuen Medien sowie für die publizistische Öffentlichkeitsarbeit und Förderung der Wissenschaft und Forschung auf dem Gebiet des Journalismus und der Publizistik) dem Andenken seines verstorbenen Vaters. Das Hans-Dürrmeier-Stipendium der TR-Verlagsunion in München unterstützt bedürftige begabte Teilnehmer an den Medienverbundkursen der deutschen Rundfunkanstalten („Telekolleg“).

## Auszeichnungen
Jakob Fugger-Medaille des Verbandes der Zeitschriftenverlage in Bayern (1967)